# TRACE
TRACE（Transition Region and Coronal Explorer 、遷移領域・コロナ探査衛星）はアメリカ航空宇宙局（NASA）の太陽観測衛星。太陽の光球、遷移層、コロナを観測することによって、微小磁場どうしの関係と、それに関連したプラズマ構造を解明することが目的である。SMEXの一環。
1998年4月2日、ヴァンデンバーグ空軍基地からペガサス・ロケットによって打ち上げられた。常に太陽を観測するため、太陽同期軌道を周回している。コロナルループの微細構造の観測のため、口径30cmの遠紫外線カセグレン式望遠鏡が搭載された。

## ギャラリー

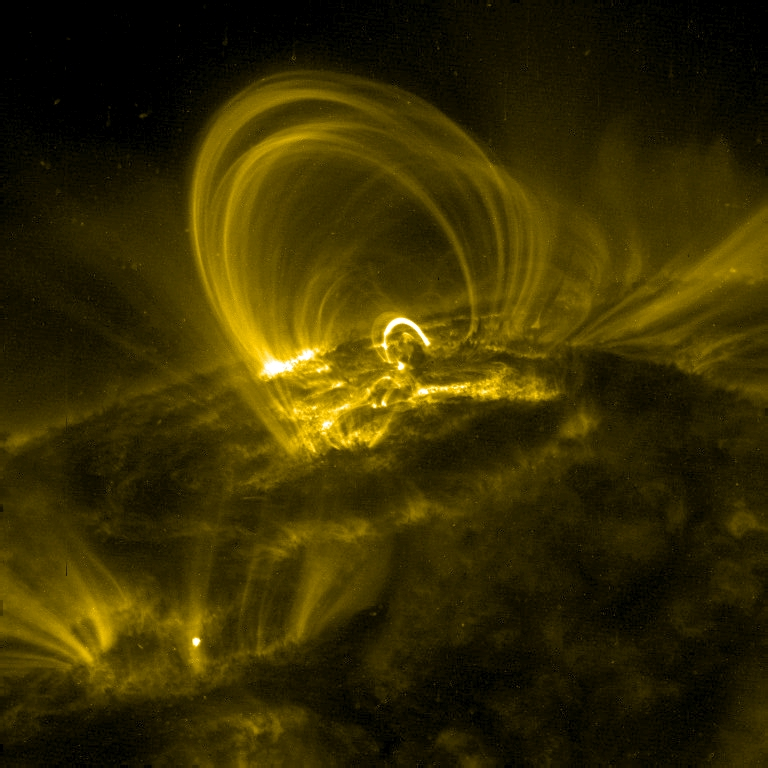
TRACEによって撮影されたコロナル・ループ
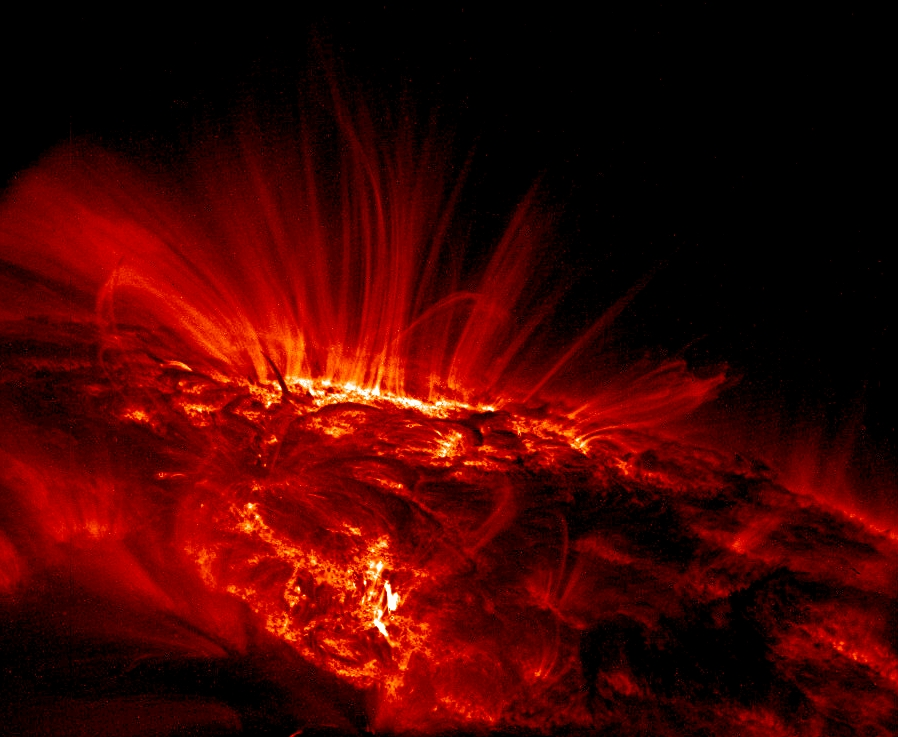
太陽黒点
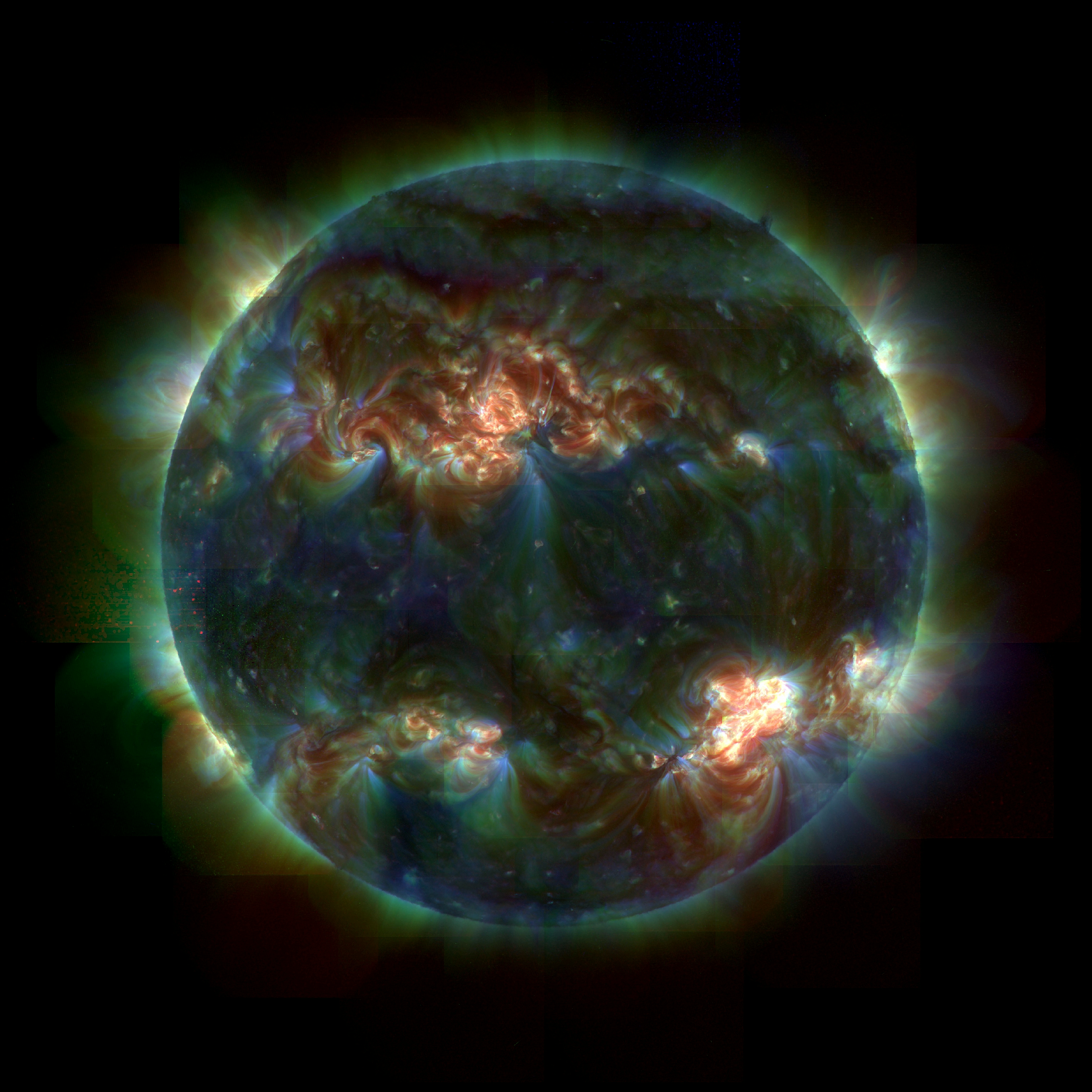
太陽球